# ترارسانی پیام
ترارسانی نشانک یا ترارسانی پیام (به انگلیسی: Signal transduction) وقتی که یک مولکول سیگنالیِ برون سلولی یک گیرنده سطح سلولی را فعال می‌کند، به وقوع می‌پیوندد.
این فرایند در دو گام انجام می‌شود:
1. مولکول پیام، یک پیامگیر ویژه را در غشای سلول بکار می‌اندازد.
2. پیامرسان دومی، پیام را به درون سلول جابجا می‌کند که به واکنش، یا پاسخی از سوی سلول می‌انجامد.

در هر یک از این دو مرحله، پیام می‌تواند تقویت شود. از این رو یک مولکول پیام می‌تواند واکنش‌های گوناگونی را پدیدآورد. هدایت سیگنال بسیار شبیه به سوییچ (تبدیل‌کننده) عمل می‌کند.

## تاریخچه
در سال ۱۹۷۰، مارتین رَدبل تأثیر هورمون گلوکاگون را بر گیرندهٔ غشاییِ سلولِ کبدِ موش، مورد آزمایش قرار داد.
او متذکر شد که guanosine triphosphate، گلوکاگون را از پروتئین گیرنده جدا می‌کند و جی‌پروتئین را شبیه‌سازی می‌کند، که به‌طور بسیار قوی بر متابولیسم سلول تأثیر می‌گذارد. سپس نتیجه گرفت که جی پروتئین یک مبدلی بود که گلوکاگون را پذیرفت و بر روی سلول تأثیر گذاشت.